# توربيورن مارتنسون
توربيورن مارتنسون (بالسويدية: Torbjörn Mårtensson)‏ هو منافس ألعاب قوى سويدي، ولد في 17 فبراير 1972.

## وصلات خارجية
- توربيورن مارتنسون على موقع الاتحاد الدولي لألعاب القوى (الإنجليزية)
- توربيورن مارتنسون على موقع أوليمبيديا (الإنجليزية)
- توربيورن مارتنسون على موقع اللجنة الأولمبية السويدية (السويدية)